# ناتینگهام‌شر
ناتینگهام‌شر (به انگلیسی: Nottinghamshire) یکی از شهرستان کشور انگلستان است که در ناحیه میدلند شرقی قرار دارد.
این شهرستان در سال ۲۰۱۱ میلادی ۱٬۰۹۰٬۶۰۰ نفر جمعیت داشته و مرکز آن شهر وست بریجفورد است.

## بخش
1. راشکلیف
2. بروکستاو
3. اشفیلد
4. جدلینگ
5. نیوارک و شروود
6. بخش مانسفیلد
7. باستلاو
8. ناتینگهام